# Montgomery Clift
Edward Montgomery Clift, född 17 oktober 1920 i Omaha i Nebraska, död 23 juli 1966 i New York i New York, var en amerikansk skådespelare. Bland Clifts filmer märks Det dagas (1948), Red River (1948), Arvtagerskan (1949), En plats i solen (1951), Jag bekänner (1953), Härifrån till evigheten (1953), De unga lejonen (1958), De missanpassade (1961) och Dom i Nürnberg (1961). Han blev Oscarsnominerad fyra gånger under sin karriär.

## Biografi

### Filmkarriär

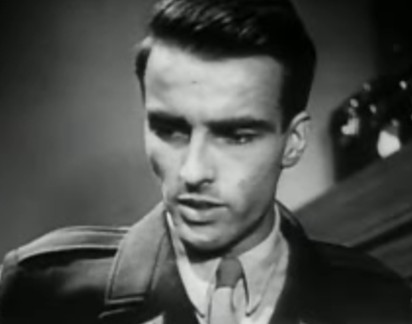
Montgomery Clift i Det dagas (1948). Rollen resulterade i hans första Oscarsnominering.

Montgomery Clift hade spelat på Broadway sedan han var 13 år och spelade teater där i tio år innan han flyttade till Hollywood, och debuterade 1948 i Red River mot John Wayne. Både John Wayne och Walter Brennan ogillade att Clift var homosexuell, och höll sig undan från honom under inspelningarna av filmen. Clift ogillade de båda äldre skådespelarnas ultrakonservativa politiska uppfattning. 1958 tackade han nej till en roll i Rio Bravo, där han åter skulle ha spelat mot Wayne och Brennan. Rollen gick istället till Dean Martin.
1948, samma år som debuten i Red River, nominerades Montgomery Clift till en Oscar för Det dagas. Clift räknades som den nya sortens manliga huvudrollsinnehavare; känslig, intensiv och snygg, den sortens man som kvinnor vill "ta hand om". Han hade en framgångsrik filmkarriär med flera Oscarsnominerade roller och blev en matinéidol tack vare sitt utseende och sex appeal.

### Bilolyckan
Privat hade Montgomery Clift rykte om sig som enstöring. 1957 råkade han ut för en bilolycka, som kom att totalt förändra hans liv. Han hade ätit middag hemma hos Elizabeth Taylor och hennes dåvarande make, Michael Wilding. Efter middagen, på väg hem, kraschade han med sin bil rakt in i en kraftledningsstolpe. Han överlevde, men hans ansikte blev totalt demolerat, kraniet spräcktes, näsan knäcktes, tänderna slogs ut och överläppen klövs helt.[källa behövs] Plastikkirurger lyckades lappa ihop honom någorlunda, men olyckan ledde till rykten om alkohol- och drogmissbruk och ett udda beteende. Detta visade sig inte vara endast rykten - han var mer eller mindre helt förstörd av alkohol och morfin och med åren fick han alltmer svårare att röra sig normalt; hans skådespelarprestationer kan närmast betraktas som bragder.[källa behövs]
Bilolyckan förstörde hans tjusiga utseende, men gav istället honom styrka och patos (musklerna i vänster kind fungerade inte längre och han kunde inte röra på överläppen). Dock lyckades han spela in ytterligare några filmer, bland annat rollen som Sigmund Freud i Det fördolda (1962).

### Död och eftermäle
Montgomery Clifts alltför tidiga död av en hjärtinfarkt, vid 45 års ålder, innebar slutet på en karriär som kunde ha blivit ännu mer framgångsrik. Han var geniförklarad som skådespelare men självdestruktiv som människa. De sista åren i Montgomery Clifts liv refereras ofta till som "Hollywoods längsta självmord".
Montgomery Clifts öde har omnämnts i två kända låtar, "The Right Profile" av The Clash och "Monty Got a Raw Deal" av R.E.M..

## Filmografi
| - 1948 – Det dagas - 1948 – Red River - 1949 – Arvtagerskan - 1950 – En yankee i Berlin - 1951 – En plats i solen - 1953 – Jag bekänner - 1953 – Ödets perrong - 1953 – Härifrån till evigheten - 1957 – Regnträdets land | - 1958 – Möte med okänd - 1958 – De unga lejonen - 1959 – Plötsligt i somras - 1960 – Vredens flod - 1961 – De missanpassade - 1961 – Dom i Nürnberg - 1962 – Det fördolda - 1966 – Gatlopp |